# Roeland Stekelenburg
Roeland Stekelenburg (6 september 1963) is een Nederlands journalist, blogger en documentairemaker.

## Carrière
Stekelenburg volgde zijn opleiding aan de Universiteit van Amsterdam. Aan het begin van de jaren negentig was hij onder meer werkzaam voor het Londense persbureau Visnews (nu onderdeel van Reuters) en de BBC. In 1995 keerde hij terug naar Nederland als verslaggever voor de actualiteitenrubriek NOVA, en werkte hij voor de educatieve omroep RVU en het VPRO-programma Lopende Zaken. Vanaf medio 1999 was hij vier jaar lang actief als correspondent voor NOVA in Afrika. In 2003 maakte de Amsterdammer de overstap naar de redactie van het hoofdstedelijke AT5 als adjunct-hoofdredacteur.
Vanaf juni 2006 was Stekelenburg hoofd Nieuwe Media bij de NOS. In deze functie was hij onder meer mede verantwoordelijk voor de introductie van NOS-applicaties op de mobiele telefoon en redactieblogs, en zorgde hij ervoor dat narrowcasting en uitzenden via internet een belangrijkere rol speelden binnen de omroep. In 2008 werd de NOS op het Nationaal Omroepcongres uitgeroepen tot "Mediabedrijf van het jaar", vóór SBS en Comedy Central. In 2011 werd hij opgevolgd door Lara Ankersmit.
Samen met Erwin Blom van het bedrijf Fast Moving Targets heeft hij het programma Top Names opgezet. Een live online video programma over innovatie op het gebied van de digitale wereld waarin mensen worden geïnterviewd.
- Nederlandse Thesaurus van Auteursnamen: 114301751
- Virtual International Authority File: 288668344
- WorldCat: E39PBJmpbrCwpDpYBd8HwvTmBP